# Urorhipis
Genre
Urorhipis est un genre monotypique de passereaux de la famille des Cisticolidae. Il se trouve à l'état naturel en Afrique subsaharienne.

## Liste des espèces
Selon la classification de référence du Congrès ornithologique international (version 8.1, 2018) :
- Urorhipis rufifrons (Rüppell, 1840) — Apalis à front roux, Fauvette à front roux, Fauvette-forestière à front rouge, Prinia de Rüppell
  - Urorhipis rufifrons rufidorsalis (Sharpe, 1897)
  - Urorhipis rufifrons rufifrons (Rüppell, 1840)
  - Urorhipis rufifrons smithi (Sharpe, 1895)